# Dosewallips River
La Dosewallips River (prononcé doh'-si-wall-ips) est un cours d'eau de 45,5 km de long situé sur la péninsule Olympique dans l'État de Washington au nord-ouest des États-Unis. Le cours d'eau prend sa source dans le massif des montagnes Olympiques dans le parc national Olympique avant de s'écouler vers l'est où il termine sa course dans le canal Hood, un bras de mer de l'Océan Pacifique appartenant au Puget Sound.
L'estuaire du cours d'eau se situe dans le parc d'État de Dosewallips (Dosewallips State Park). Des projets de restauration de l'écosystème sont présents dans cette région habitée par la tribu Kalallam de Port Gamble en vue d'améliorer les conditions pour les saumons du Pacifique présent dans ses eaux.
Le nom Dosewallips tire son nom d'une légende amérindienne de la tribu Skokomish. Cette légende parle d'un homme dénommé Dos-wail-opsh et qui aurait été transformé en montagne près de la source de la rivière.

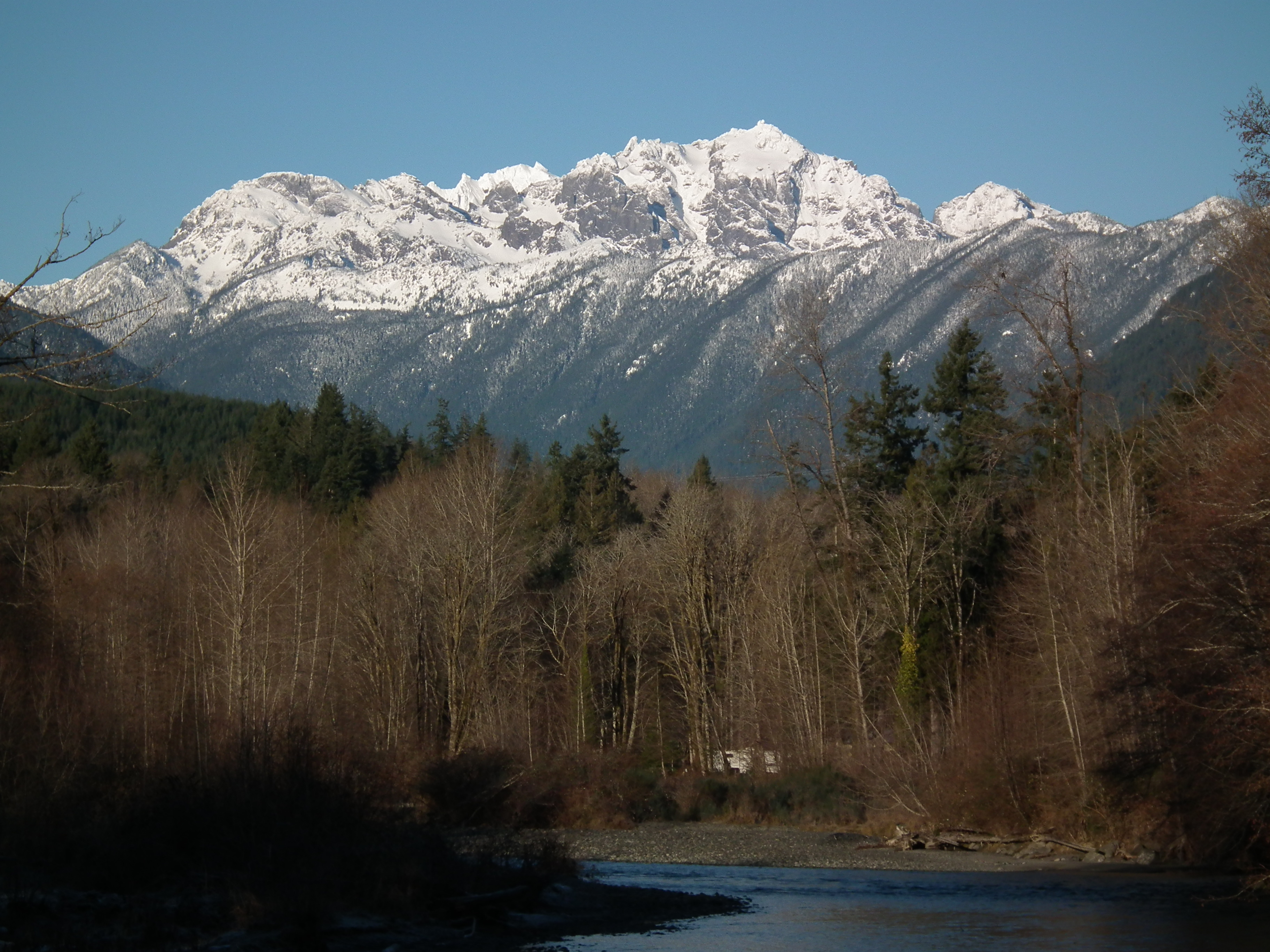
Mont Constance et Dosewallis River

## Référence
- (en) Cet article est partiellement ou en totalité issu de l’article de Wikipédia en anglais intitulé « Dosewallips River » (voir la liste des auteurs).

1. ↑  (en) J. Paul Goode et Veregin Howard, Ph.D., Rand McNally Goode's World Atlas, Rand McNally & Company, juin 2006, 21 edition éd., relié (ISBN 978-0-528-85339-5), p. 288
2. ↑  (en) « Plan stratégique du parc Olympique, chapitre 3, page 103 », National Park Service, 2006 (consulté le 1er mars 2010)
3. ↑  (en) James W. Phillips, Washington State Place Names, Seattle, University of Washington Press, 1971, 3e éd., 167 p. (ISBN 978-0-295-95158-4)